# Lac Crépeau, Lanaudière
Lac Crépeau är en sjö i Kanada.   Den ligger i regionen Lanaudière och provinsen Québec, i den sydöstra delen av landet, 190 km nordost om huvudstaden Ottawa. Lac Crépeau ligger 469 meter över havet. Arean är 2,2 kvadratkilometer. Den sträcker sig 3,1 kilometer i nord-sydlig riktning, och 2,9 kilometer i öst-västlig riktning.
I omgivningarna runt Lac Crépeau växer i huvudsak blandskog. Runt Lac Crépeau är det mycket glesbefolkat, med 2 invånare per kvadratkilometer.